# Felton, Pennsylvania
Felton är en ort i York County i delstaten Pennsylvania. Vid 2010 års folkräkning hade Felton 506 invånare.